# Bilozerka
Bilozerka (en ucraniano: Білозерка) es una pequeña ciudad ucraniana perteneciente al óblast de Jersón. Situada en el sur del país, forma parte del raión de Jersón y centro del municipio (hromada) homónimo.

## Toponimia
El nombre del lugar en ruso es Beloziorka (en ruso: Белозёрка).

## Geografía
Bilozerka está ubicado en la orilla del lago Bile, que está conectado con el río Dniéper por una rama. En el extremo nororiental del pueblo, el río Bilozirka desemboca en el lago Bile. El asentamiento está 14 km al suroeste de Jersón. 

### Clima
El clima de es moderadamente continental árido. La temperatura media en enero es de unos -2,5 °C y en julio, de aproximadamente 23 °C. La precipitación media anual es de unos 425-450 mm. 

## Historia
La historia del pueblo de Bilozerka comienza a mediados del siglo XVIII, cuando sus primeros habitantes eran cosacos de Zaporiyia del asentamiento cerca del montículo Kebija, ubicado en el territorio de la parte suroeste del pueblo. 
Durante la época del Imperio ruso, es decir, en 1780, el pueblo recibió el nombre del propietario de la finca Iván Hannibal, el pueblo de Ivanivska Bilozerka, o Ivanivka (en ucraniano: Іванівка). En 1784, Ivan Hannibal vendió su propiedad junto con el pueblo al príncipe Bezborodko por 3000 rublos y en 1798, Baltazar Skadovsky compró Ivanivka, por lo que el pueblo se llamó Skadovka (en ucraniano: Скадовка), que se convirtió en la propiedad ancestral de la rama de Jersón de la familia Skadovsky. Desde 1803 el pueblo perteneció a la gobernación de Jersón del Imperio ruso. En 1847, el pueblo recibió el estatus de ciudad. En vísperas de la reforma campesina (antes de 1861), había 107 granjas y 712 habitantes en Bilozerka. En la vida económica de los habitantes de Bilozerka, el lugar principal lo ocupó el cultivo de cereales, la cría de animales, principalmente la cría de ovejas y caballos, también obtuvo un desarrollo significativo.
El poder soviético se estableció en Bilozerka en julio de 1920. Los residentes opusieron resistencia armada a la política del comunismo de guerra y Bilozerka se vio envuelta en un levantamiento antisoviético, que fue reprimido. Una sólida colectivización se despliega a partir de finales de la década del 20. El 1 de noviembre de 1939 se inició la publicación de un periódico local.
Desde 1939, el pueblo ha sido el centro del raión del mismo nombre. Durante la Segunda Guerra Mundial, Bilozerka fue ocupada por tropas alemanas el 17 de agosto de 1941, siendo sólo liberada el 14 de marzo de 1944.
Bilozerka recibió el estatus de asentamiento de tipo urbano y su nombre actual en 1956. En 1968 aquí funcionaba una planta de materiales de construcción y una estación de máquinas y recuperación.
Hasta el 18 de julio de 2020, Bilozerka fue el centro administrativo del raión de Bilozerka. El raión se abolió en julio de 2020 como parte de la reforma administrativa de Ucrania, que redujo el número de rayones del óblast de Jersón a cinco. El área del raión de Bilozerka se fusionó con el raión de Berislav.En 2023, Bilozerka perdió el estatus de asentamiento de tipo urbano debido a la eliminación de este estatus administrativo.
En las primeras semanas de la invasión rusa de Ucrania, Bilozerka fue ocupada por el ejército ruso. El 14 de marzo de 2022, una protesta pacífica contra los ocupantes se desarrolló en la ciudad; los soldados rusos la dispersaron disparando al aire, según una inforación del Ukrayinska Pravda. La ciudad fue liberada para Ucrania el 10 de noviembre de 2022 tras la retirada rusa del margen derecho del Dniéper. El 6 de junio de 2023, se produjo la destrucción del embalse de Kajovka, acción atribuida al ejército ruso, lo cual llevó a la inundación de todos los alrededores de la desembocadura del río Dniéper.

## Demografía
La evolución de la población de Bilozerka entre 1835 y 2021 fue la siguiente:
| 858                                                           | 1359 | 4570 | 6200 | 8365 | 9440 | 9709 | 9779 | 9719 | 9364 |
| (Fuente: Cities & Towns of Ukraine y UKRAINE: Größere Städte) |      |      |      |      |      |      |      |      |      |

Según el censo de 2001, la lengua materna de la mayoría de los habitantes, el 88,53%, es el ucraniano; del 10,33% es el ruso.

## Economía
Hoy, el centro del distrito alberga empresas de procesamiento agrícola, una red de empresas comerciales, sucursales de Ukrposhta, instituciones de atención médica, educativas y culturales. 

## Infraestructura

### Arquitectura y monumentos
El asentamiento tiene un pequeño museo local y monumentos conmemorativos del Holodomor o a los soldados soviéticos que lucharon en la Segunda Guerra Mundial.

### Transporte
Bilozerka está comunicado con Jersón por la carretera territorial T-22-01. Ocho kilómetros al norte se encuentra la carretera internacional M-14 Odesa-Melitópol-Novoazovsk. 
Se ha instalado un carril bici a lo largo de la ruta Jersón-Bilozerka.

## Personas ilustres
- Nikolai Skadovsky (1845-1892): pintor ucraniano que se especializó en la pintura costumbrista.
- Olga Skorojodova (1911-1982): científica soviética, terapeuta, profesora y escritora, conocida como la única investigadora de sordos ciegos del mundo.
- Serguéi Bondarchuk (1920-1994): director de cine, guionista y actor soviético, que fue el actor soviético más joven en conseguir la máxima distinción, el Artista del pueblo de la URSS, a los 32 años.

## Galería

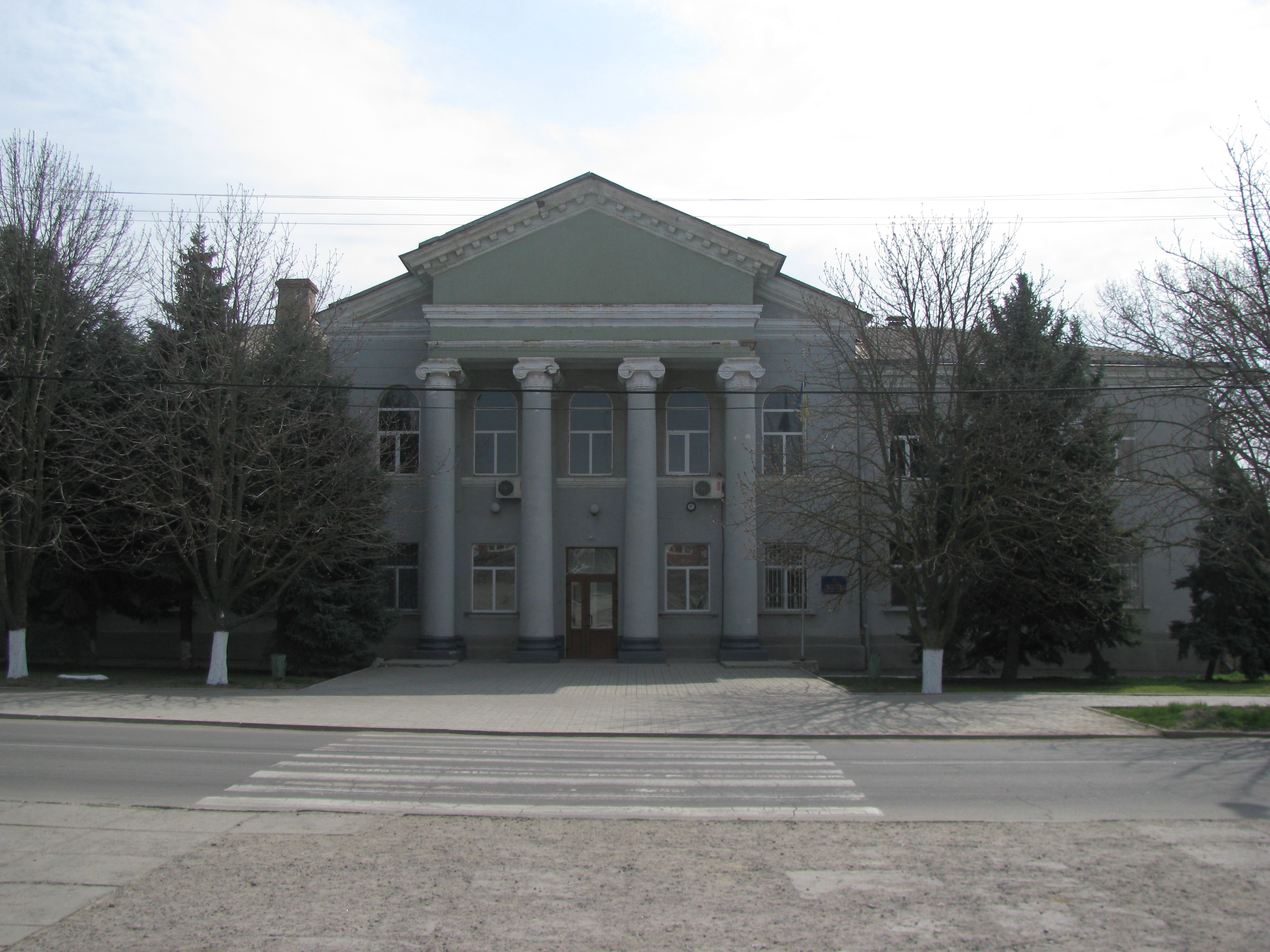
Edificio administrativo
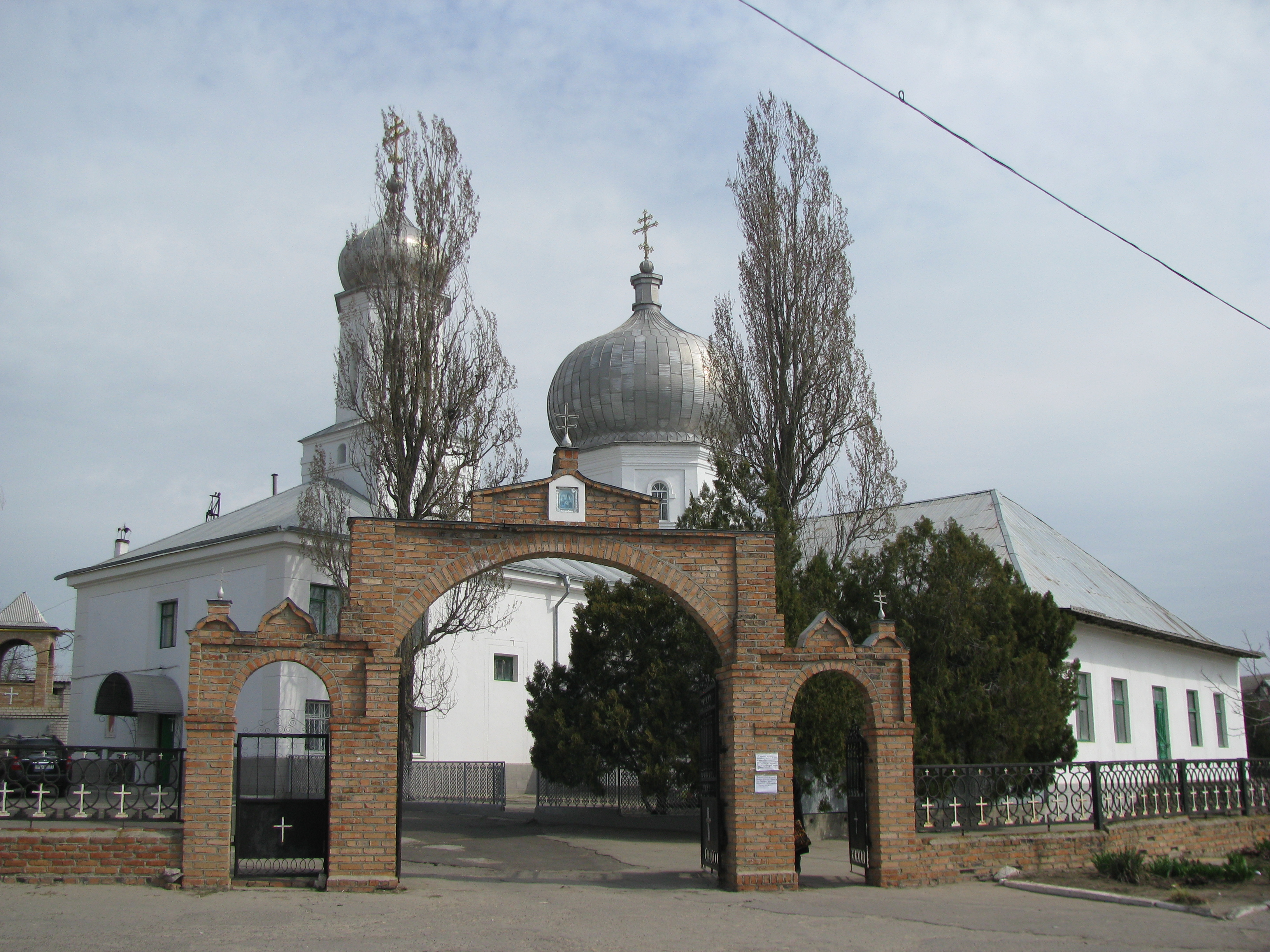
Iglesia de San Juan Bautista de Bilozerka
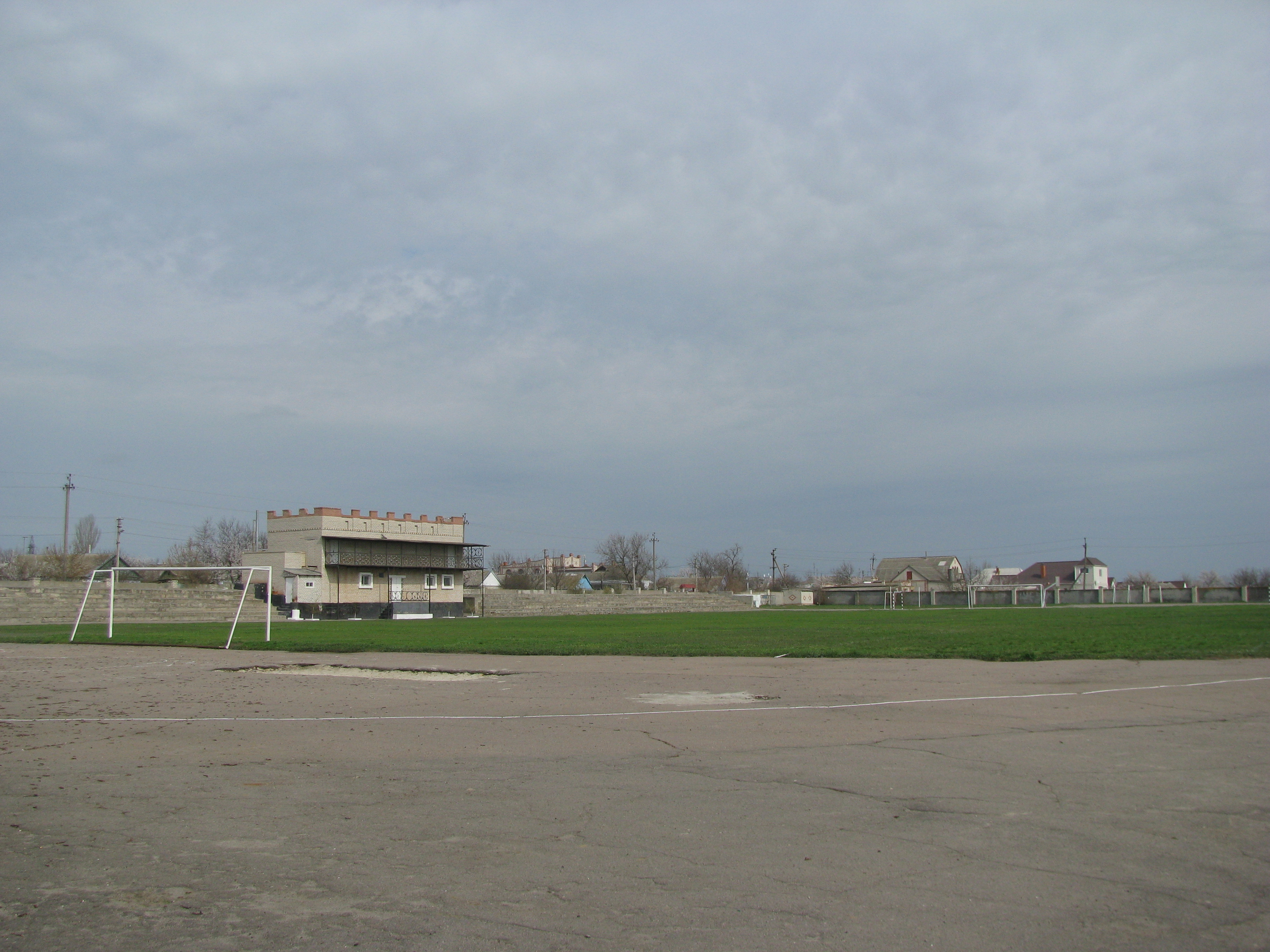
Estadio Járchovik de fútbol
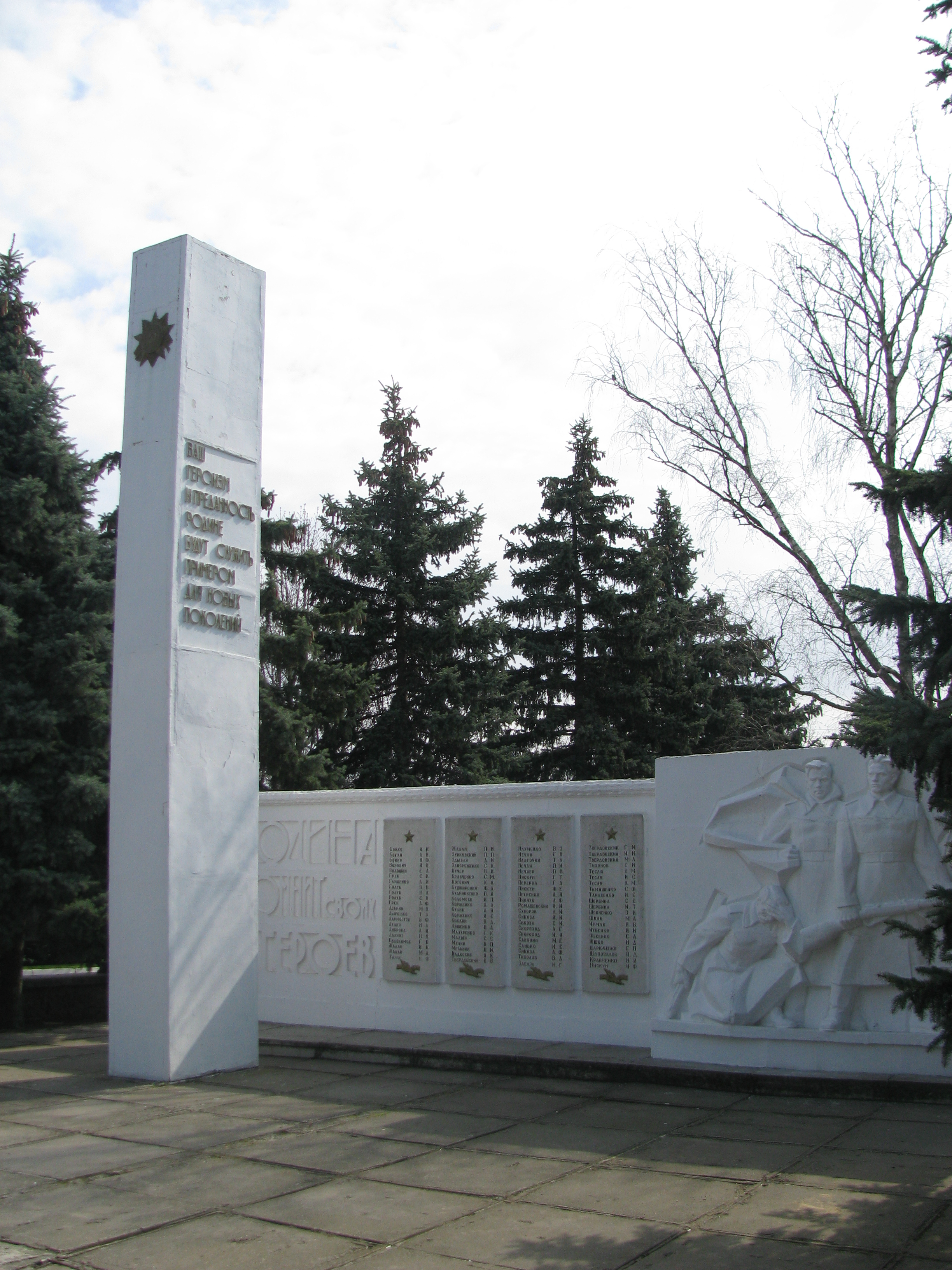
Memorial soviético de la Segunda Guerra Mundial
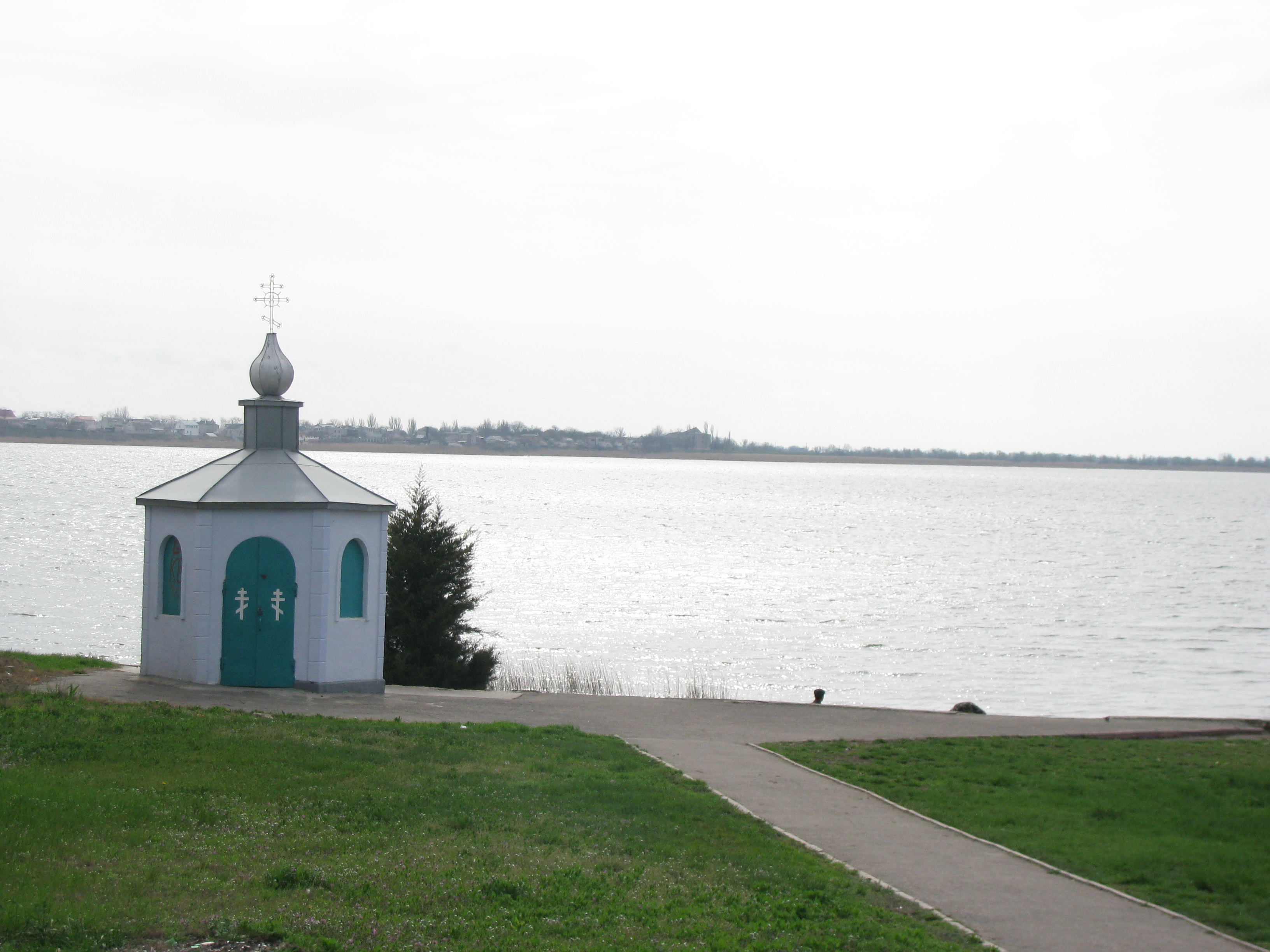
Lago Bile